# Napoleonville (Louisiana)
Napoleonville település az Amerikai Egyesült Államok Louisiana államában, Assumption megyében, melynek megyeszékhelye is. Lakosainak száma 540 fő (2020. április 1.).

## Népesség
A település népességének változása:

| 2010 | 660 |
| 2020 | 540 |